# Консол енерџи центар
Консол енерџи центар (енгл. Consol Energy Center) је спортска дворана у Питсбургу. Капацитет дворане је 18.087 места. Користе је Питсбург пенгвинси.
Изградња дворане је почела 14. августа 2008. године, а хала је завршена 1. августа 2010. године. Дворана је свечано отворена 22 септембра 2010. у предсезонском мечу против Детроит ред вингса у којем су Питсбург пенгвинси победили 5:1.